# .im
.im je internetová národní doména nejvyššího řádu pro Ostrov Man.